# Insaniquarium
Insaniquarium — відеогра-симулятор віртуальних домашніх тварин 2001 року, розроблена Flying Bear Entertainment і видана PopCap Games і MumboJumbo. До участі PopCap Games ця гра була веб-гра Java, випущена в 2001 році. Гру можна було завантажити від PopCap Games у 2004 році та перенесли на мобільні пристрої у 2006 та 2008 роках Glu Mobile та Astraware відповідно. У Insaniquarium гравець підтримує акваріум, наповнений рибою, захищаючи його від атак прибульців.
Insaniquarium в основному був розроблений і запрограмований Джорджем Фаном через його компанію Flying Bear Entertainment. Його основним наміром було представити гру на Independent Games Festival. Дізнавшись, що гра потрапила у фінал, Фан об'єднався з PopCap Games, щоб зробити гру доступною для завантаження. Гра мала успіх, отримала загальну похвалу за швидкий ігровий процес і була завантажена 20 мільйонів разів станом на квітень 2006 року.

## Ігровий процес
Insaniquarium — це віртуальний симулятор домашніх тварин із поєднанням елементів бойовиків, стратегій і відеоігор-головоломок. У грі гравець повинен керувати акваріумом гуппі та іншими водяними істотами, і кожен етап починається з двох гуппі в акваріумі. Гуппі та інші риби викидають монети, які гравець може збирати та використовувати для придбання корму для риб і поліпшень, наприклад, більше водних істот, їжі, яка може тримати рибу ситою протягом довшого періоду часу, і лазерних покращень для відбиття нападників. Монети зникнуть, якщо досягнуть дна резервуара. Кожну істоту необхідно підтримувати в живих шляхом годування. Спосіб годівлі залежить від виду риби, яку планується годувати. Наприклад, гуппі їдять куплений гравцем корм для риб, а м'ясоїдні — маленьких гуппі. Крім годування риб, гравець повинен захистити їх від прибульців, які періодично проникають в акваріум і намагаються їх з'їсти. Щоб перемогти інопланетян, необхідно кілька разів натискати на них вказівником миші.
В Insaniquarium можна грати в чотирьох режимах: Adventure, Time Trial, Challenge або Virtual Tank. У режимі пригод гравець проходить через чотири танки, кожен з яких має п'ять рівнів. На кожному рівні гравець повинен заробити достатньо грошей, щоб купити три частини яйця, щоб перейти на наступний рівень. Під час початкового проходження режиму пригод наприкінці кожного рівня танка гравець отримує нового вихованця з яйця. У той час як 28 домашніх тварин можна отримати в режимі пригод, кожен рівень вимагає від гравця вибрати трьох домашніх тварин. Кожен вихованець може допомагати гравцеві під час гри. Існують бонусні раунди, у яких гравець може збирати мушлі, які можна витратити на розміщення риби у віртуальному акваріумі.
Після завершення танка в режимі пригод його буде розблоковано в режимі випробування на час. Режим Time Trial обмежує гравця завершити перший танк за п'ять хвилин і десять хвилин для трьох наступних танків. Мета кожного рівня — зібрати якомога більше грошей до того, як закінчиться час. Режим виклику розблоковується після завершення режиму пригод, і є чотири рівні, які розблоковуються в наступному порядку. Гравцеві доводиться боротися з дедалі складнішими хвилями інопланетян, піклуючись про рибок і розблоковуючи частини яйця. Обидва режими нагороджують гравця снарядами. Віртуальний акваріум — це особистий акваріум гравця, де містяться його риби. Танк можна використовувати як заставку.

## Розвиток

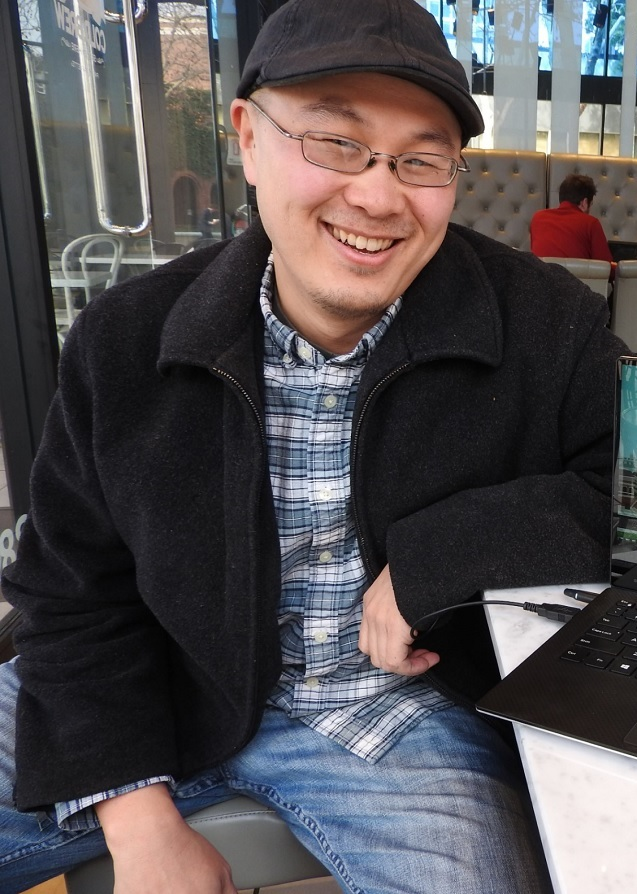
Джордж Фан (на фото у 2018 році) є творцем, дизайнером і програмістом Insaniquarium.

Під час роботи на порталі онлайн-ігор Prizegames.com Джордж Фан досліджував Java-ігри. Він натрапив на вебсайт PopCap Games і виявив, що їхні ігри кращі за інші Java-ігри, які він досліджував. Після цього Фан залишив Prizegames.com і став позаштатним дизайнером відеоігор. У липні 2001 року Фан почав розробляти Insaniquarium під кодовою назвою FishTank за допомогою Java. Він об'єднався зі своїм колегою, художником на ім'я Тайсен Хендерсон, щоб створити фони. Вони створили Flying Bear Entertainment разом для розробки гри.
Головною метою Фана при створенні Insaniquarium була розробка відеоігри для участі у Independent Games Festival, він вирішив зробити це разом з Хендерсоном після перегляду незалежних ігор на Game Developers Conference 2001 (GDC 2001). Ідея Фана «полягала в тому, щоб створити гру, в яку легко потрапити, але яка розкриває щось набагато глибше». Перший прототип просто натискав на рибу, щоб погодувати її, коли це було необхідно. Фан вирішив додати більше глибини Insaniquarium завдяки своєму натхненню невідомою грою Java, яка дозволяла гравцеві купувати оновлення за накопичені ресурси. У 2002 році він залучив Insaniquarium до фестивалю На створення представленого прототипу пішов місяць.
Фан був у кібер-кафе на Гаваях, коли почув, що Insaniquarium потрапив на фестиваль як фіналіст, на що він відкрито кричав від радості. Пізніше Insaniquarium став переможцем фестивалю в номінації «Інновації в ігровому дизайні». Фан зв'язався з PopCap Games і запитав, чи будуть вони на GDC 2002. Вони зустрілися на стенді фіналістів Fan's на конференції. PopCap запропонував фанату допомогу у публікації Insaniquarium як гри, яку можна завантажити, але не найняв його, оскільки фану вже запропонували роботу в Blizzard Entertainment. Blizzard дозволила Фану розробити Insaniquarium перед тим, як попрацювати з ними, а PopCap Games допомагала Фану над Insaniquarium протягом наступних двох років. Після початку допомоги PopCap Games Insaniquarium використовував PopCap Games Framework як свій двигун. Фанат розробив і запрограмував більшу частину гри, а також намалював її концепт-арт і написав частину музики.

## Звільнення
Flying Bear Entertainment вперше випустила Insaniquarium як безкоштовну онлайн-гру на основі Java на своєму вебсайті 31 серпня 2001 року. Протягом наступного року гра отримувала оновлення. Після GDC 2002 PopCap Games стала видавцем Insaniquarium. Друга версія була випущена на офіційному вебсайті PopCap Games 29 липня 2002 року Платна версія для завантаження, відома як Insaniquarium Deluxe, була випущена в 2004 році
Раніше, приблизно у квітні 2004 року, Insaniquarium було випущено для персональних цифрових помічників (КПК). У грудні 2005 року компанія Glu Mobile оголосила про перенесення Insaniquarium на мобільні телефони. Вони випустили Insaniquarium для мобільної платформи 13 квітня 2006 року в Сполучених Штатах і 29 червня 2006 року в Європі. Пізніше Astraware випустила гру на смартфонах з ОС Palm OS і телефонах Windows Mobile 6 серпня 2008 року

## Рецепція
nsaniquarium вдався. У грудні 2005 року IGN повідомив, що Insaniquarium Deluxe досягло понад 18 мільйонів завантажень на ПК. У квітні 2006 року Pocket Gamer повідомив про 20 мільйонів завантажень.
Позитивну оцінку отримав і Insaniquarium. Jay Bibby of Jay — це ігри під назвою Insaniquarium «милі, дивні та захоплюючі». Керол Манґніс ' PCMag заявила, що Insaniquarium «перетворює радість і занепокоєння, пов'язані з обслуговуванням акваріума, на неймовірний досвід, схожий на Тамагочі». Ретроспективно Джордан Девор з Destructoid вважає, що Insaniquarium добре постарів. Джоді Макгрегор з PC Gamer включив Insaniquarium до свого списку найкращих підводних ігор. Він сказав, що «Insaniquarium позбавляє від безглуздої приємності володіння акваріумом, а відео гейміфікує це до біса».
Швидкий ігровий процес був оцінений багатьма критиками. Стів Пеллі з GameSpot сказав, що Insaniquarium — це «швидкий досвід, який на кілька порядків божевільніший, ніж ваш типовий реальний акваріум». Саманта Руперт ' GameDaily порекомендувала Insaniquarium, написавши, що гра ніколи не стає нудною через те, як вона змінюється кожні п'ять рівнів. Стюарт Дредж з Pocket Gamer зауважив, що Insaniquarium постійно вводить нові ресурси, щоб гра була цікавою, хоча, на відміну від Руперта, Дредж сказав, що гравці втомляться від гри швидше, ніж вони сподіваються. Дітер Бон з Windows Central рекомендував грати в цю гру, щоб «чимось згаяти час або просто потребувати підбадьоритися після довгого робочого дня».
Деякі критики також високо оцінили візуальні ефекти гри. Леві Б'юкенен ' IGN сказав, що кожен акваріум «майже шалено барвистий», а гуппі та ультраїдні викликають різні емоції. Джоел Броді з Gamezebo високо оцінив графіку та індивідуальність кожного персонажа. Бон знайшов графіку «гарною», а інтерфейс користувача простим.